# Junk food

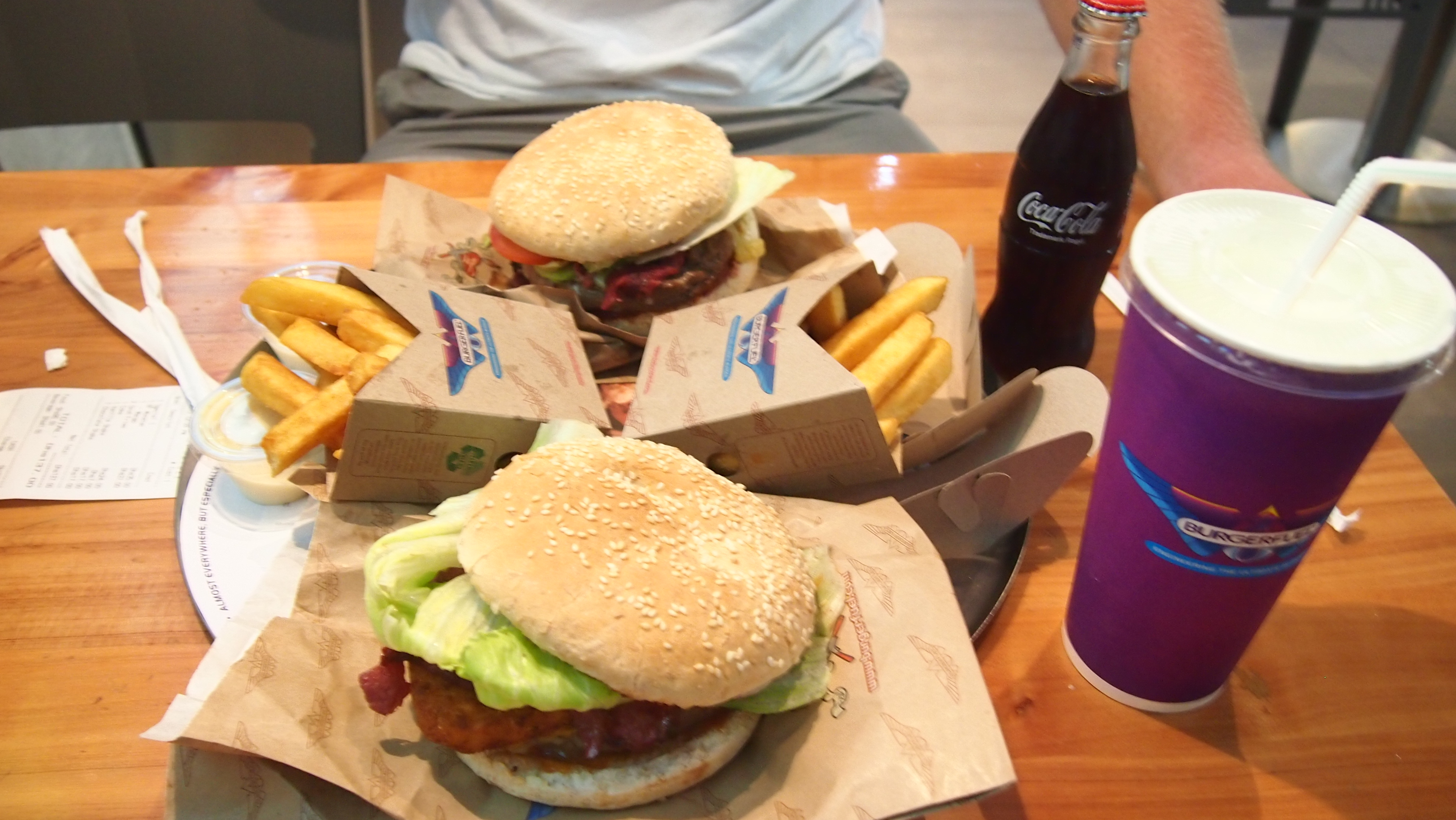
Hamburger, frytki i Cola

Junk food (ang. śmieciowe jedzenie) – określenie opisujące żywność tanią i łatwą w produkcji, ale ubogą pod względem dietetycznym, zawierającą tzw. puste kalorie. Często, chociaż nie zawsze słusznie, utożsamiana z pojęciem fast food, gdyż w ofercie barów szybkiej obsługi poza tłustym i słodkim jedzeniem można natrafić czasami na produkty w postaci sałatek i surówek warzywnych, które mogą stanowić dietę uzupełniającą.
Żywność typu junk food zazwyczaj zawiera dużo soli kuchennej, tłuszczu i cukru, a także dodatków sztucznych i barwników, takich jak glutaminian sodu lub tartrazyna, natomiast niewielkie ilości białka, błonnika, soli mineralnych i witamin.

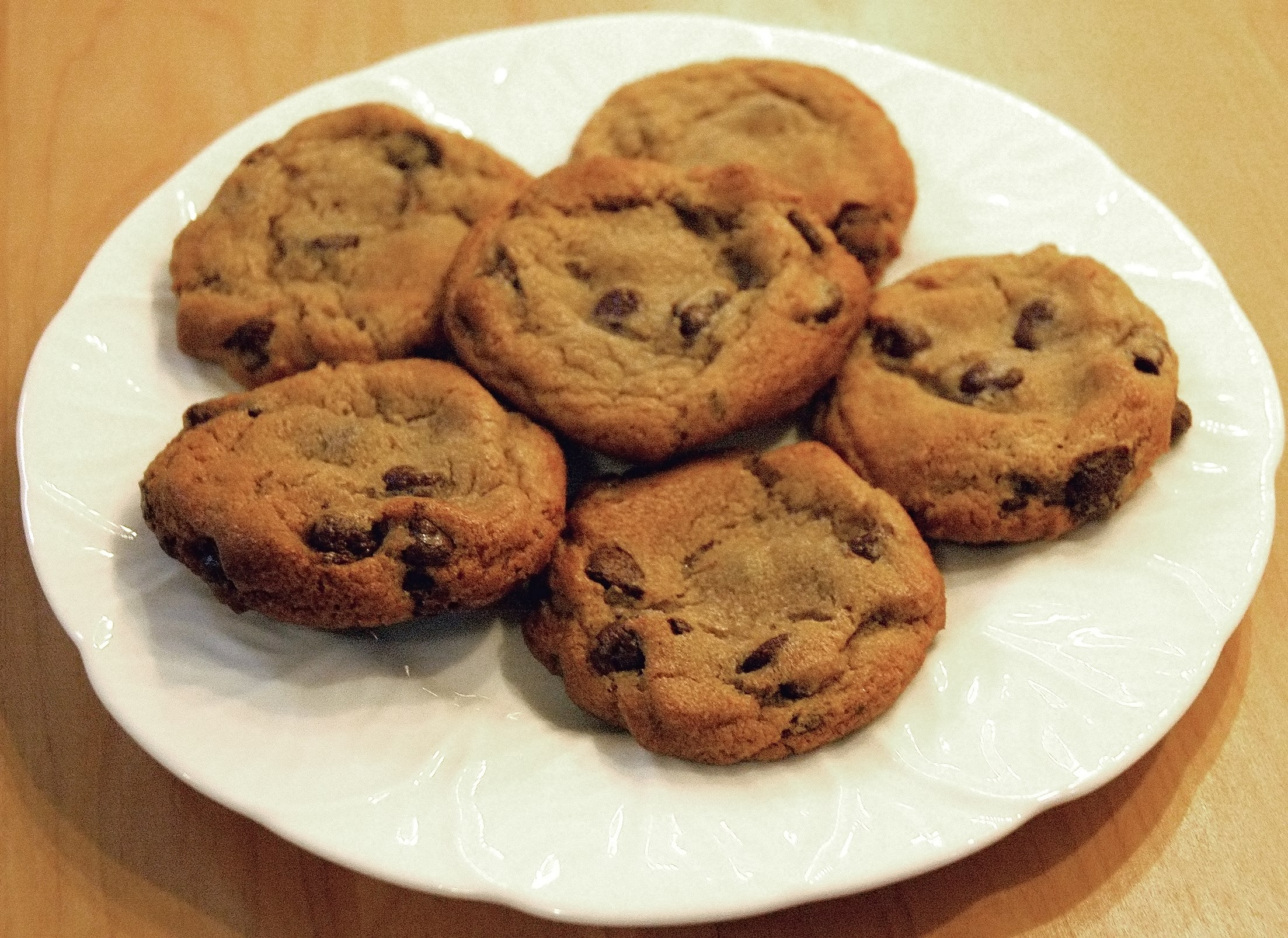
Ciasteczka czekoladowe

Typowa żywność typu junk food to różnego rodzaju chrupki kukurydziane, popcorn, chipsy, frytki itp. Do tej grupy zaliczane są też napoje typu cola (Coca-Cola, Pepsi) o znacznej zawartości cukru, ale minimalnej lub zerowej zawartości innych niezbędnych dla organizmu ludzkiego składników.

## Efekty zdrowotne

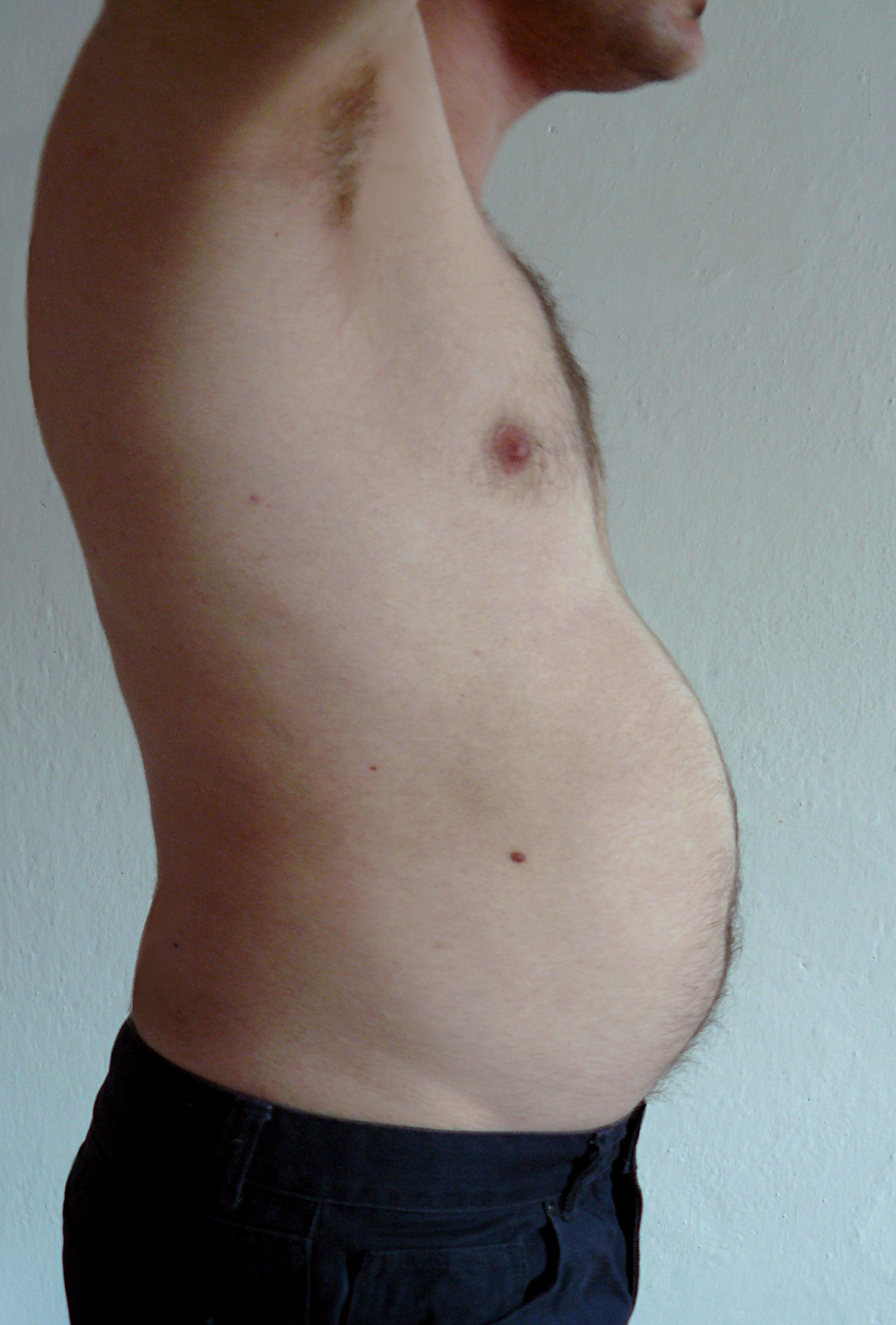
Częste spożywanie żywności typu junk food może przyczyniać się do powstawania otyłości brzusznej.

Badania Paul Johnson i Paul Kenny z The Scripps Research Institute (2008) sugerują, że spożywanie śmieciowego jedzenia zmienia aktywność mózgu w sposób podobny do uzależniających narkotyków takich jak kokaina lub heroina. Po wielu tygodniach diety opartej na śmieciowym jedzeniu, doszło do uniewrażliwienia ośrodków przyjemności w mózgu szczurów, co wymagało więcej jedzenia, aby uzyskać przyjemność. Po odebraniu śmieciowego jedzenia i zastąpieniu zdrową dietą, szczury głodowały przez 2 tygodnie zamiast jeść pożywną karmę. W 2007 British Journal of Nutrition opublikował badania w których okazało się, że matki, które jadły śmieciowe jedzenie w trakcie ciąży zwiększały prawdopodobieństwo niezdrowych nawyków żywieniowych u swoich dzieci.
Raport opublikowany w Journal of the Federation of American Societies for Experimental Biology sugeruje, że dzieci matek, których dieta zawierała duże ilości cukru i tłuszczu są skłonne do jedzenia śmieciowego jedzenia. Badania te były prowadzone na szczurach i sugerują, że „dzieci matek, które jedzą zbyt duże ilości tłuszczów i cukrów w czasie ciąży lub karmienia piersią mają większe prawdopodobieństwo do preferowania tego rodzaju pożywienia w przyszłym życiu.”
Raport z 2008 sugeruje, że matki, które jedzą śmieciowe jedzenie podczas ciąży lub okresu karmienia mają większą skłonność do otyłości. Ich dzieci mają większą skłonność do cukrzycy, podniesionego poziomu cholesterolu i wyższego ciśnienia.